# Kamchay Mear
Huyện Kamchay Mear (tiếng Khmer: ស្រុកកំចាយមារ) là một huyện nằm ở đông bắc tỉnh Prey Veng, đông nam Campuchia. Huyện này giáp với huyện Tân Biên, tỉnh Tây Ninh (Việt Nam) ở phía đông; giáp với các huyện cùng tỉnh ở phía nam và phía tây, giáp với tỉnh Tbong Khmum ở phía bắc.